# Dostoevskij (krater)
Dostoevskij är en nedslagskrater på planeten Merkurius. Dostoevskij är ungefär 430 kilometer i diameter.
1979 namngavs den efter den ryske författaren Fjodor Dostojevskij.